# Niederröttenscheid
Niederröttenscheid ist eine Ortschaft von Wipperfürth im Oberbergischen Kreis im Regierungsbezirk Köln in Nordrhein-Westfalen (Deutschland).

## Lage und Beschreibung
Die Ortschaft liegt im Nordwesten von Wipperfürth an der Stadtgrenze zu Hückeswagen. Nachbarorte sind Elberhausen, Oberröttenscheid, Klitzhaufe und Neye. Am östlichen Ortsrand entspringt der Niederröttenscheider Bach.
Politisch wird der Ort durch den Direktkandidaten des Wahlbezirks 10 (100) Neye und Felderhof im Rat der Stadt Wipperfürth vertreten.

## Geschichte
1410 wird Röttenscheid erstmals genannt. Eine Urkunde der Kanoniker von St. Gereon belegt, dass der Schultheiß in Eckenhoven neben anderen auch aus „Ruttenscheide“ Einkünfte bezieht. Die Karte Topographia Ducatus Montani aus dem Jahre 1715 zeigt drei einzelne Höfe und bezeichnet diese mit „Rüttenschüt“. In der Karte Topographische Aufnahme der Rheinlande von 1825 sind unter der Ortsbezeichnung „Ndr. Rotterscheid“ sechs voneinander getrennt liegende Gebäudegrundrisse eingezeichnet. Ab der Preußischen Uraufnahme von 1840 bis 1844 wird die heute gebräuchliche Bezeichnung „Nd. Röttenscheid“ verwendet.

## Busverbindungen
Über die im Ort gelegene Bushaltestelle der Linie 337 (VRS/OVAG) ist eine Anbindung an den öffentlichen Personennahverkehr gegeben.